# Discanto
Nella musica medievale occidentale, il termine discanto o discantus indica al tempo stesso un genere di musica vocale e sacra e un procedimento polifonico che, a partire dall'XI secolo, si distingue dall'organum parallelo, e che consiste nell'adozione di un controcanto non più sotto il frammento gregoriano della vox principalis, come nel caso del'organum primitivo, bensì sopra.

## Etimologia
La parola discantus deriva dall'espressione discantus supra librum, che era un tipo di canto gregoriano dove l'unica cosa di cui si aveva notazione era la melodia, mentre l'accompagnamento delle voci aggiunte era implicito: dato che poteva essere improvvisato secondo una prassi dalle regole ben codificate, non si riteneva opportuno annotarlo.

## Terminologia
La voce grave, o vox principalis, prende il nome di cantus firmus o di tenor. La parte acuta, o vox organalis, viene chiamata discantus (o cantus) propriamente detto, e poteva essere improvvisata o già scritta.
Più tardi il termine prese a indicare in genere la voce più acuta di un ordito polifonico: questa terminologia si conserverà fino a tutto il Rinascimento. Da allora in poi, parlando di discantus ci si riferiva genericamente ad una composizione contrappuntistica nel suo insieme.

## Caratteristiche
Al contrario di quanto avveniva nell''organum, nel discantus è la vox organalis a salire al rango di melodia principale, mentre il canto gregoriano dato passa in basso, dunque in secondo piano: questo capovolgimento, che favorisce la parte inventiva a discapito della melodia già composta, è la prima caratteristica innovativa del discantus.
Rispetto all'organum parallelo che, come indica del resto il suo nome, è basato essenzialmente sul moto parallelo delle voci, il discanto (a partire dal XII secolo) si presenta come un'evoluzione, costituita dall'utilizzo del moto contrario: questo, garantendo l'indipendenza delle voci, sancisce l'effettiva nascita del contrappunto.
Le consonanze perfette (intervalli di quarta, di quinta e di ottava) — sono in effetti le uniche ad essere impiegate, soprattutto negli incipit. La scrittura rimane sillabica, punctum contra punctum (nota contro nota), a differenza dell'organum melismatico, che si svilupperà in seguito nell'ambito della scuola di Notre Dame. I due procedimenti — discantus e organum fiorito - si mescolarono per dare origine al conductus e al mottetto nel XII e XIII secolo e, più tardi, al madrigale nel XIV secolo.